# 1ª edizione della Senko Cup (competizione internazionale)
La 1ª edizione della Senko Cup è un torneo professionistico internazionale di go riservato alle professioniste, che si è disputato dal 14 al 16 marzo 2018.

## Svolgimento
Il torneo è disputato da 4 professioniste giapponesi, una cinese, una taiwanese e una coreana, più una dilettante europea.
|  | Quarti di finale 14 marzo | Quarti di finale 14 marzo | Quarti di finale 14 marzo |               |               | Semifinali 15 marzo | Semifinali 15 marzo | Semifinali 15 marzo |  |                 | Finale 16 marzo | Finale 16 marzo | Finale 16 marzo |  |
|  |                           |                           |                           |               |               |                     |                     |                     |  |                 |                 |                 |                 |  |
|  | Fujisawa Rina 3d          | Fujisawa Rina 3d          | N+R                       |               |               |                     |                     |                     |  |                 |                 |                 |                 |  |
|  | Fujisawa Rina 3d          | Fujisawa Rina 3d          | N+R                       |               |               |                     |                     |                     |  |                 |                 |                 |                 |  |
|  | Natalia Kovaleva dil      |                           |                           |               |               |                     |                     |                     |  |                 |                 |                 |                 |  |
|  |                           | Fujisawa Rina 3d          |                           |               |               |                     |                     |                     |  |                 |                 |                 |                 |  |
|  |                           |                           |                           |               |               |                     |                     |                     |  |                 |                 |                 |                 |  |
|  |                           |                           | Hei Jiajia 7d             | Hei Jiajia 7d | N+R           |                     |                     |                     |  |                 |                 |                 |                 |  |
|  | Nyu Eiko 2d               |                           | Hei Jiajia 7d             | Hei Jiajia 7d | N+R           |                     |                     |                     |  |                 |                 |                 |                 |  |
|  |                           |                           |                           |               |               |                     |                     |                     |  |                 |                 |                 |                 |  |
|  | Hei Jiajia 7d             | Hei Jiajia 7d             | B+R                       |               |               |                     |                     |                     |  |                 |                 |                 |                 |  |
|  | Hei Jiajia 7d             | Hei Jiajia 7d             | B+R                       | Hei Jiajia 7d |               |                     |                     |                     |  |                 |                 |                 |                 |  |
|  |                           |                           |                           |               |               |                     |                     |                     |  |                 |                 |                 |                 |  |
|  |                           |                           | Yu Zhiying 6d             | Yu Zhiying 6d | B+T           |                     |                     |                     |  |                 |                 |                 |                 |  |
|  | Xie Yimin 6d              |                           | Yu Zhiying 6d             | Yu Zhiying 6d | B+T           |                     |                     |                     |  |                 |                 |                 |                 |  |
|  |                           |                           |                           |               |               |                     |                     |                     |  |                 |                 |                 |                 |  |
|  | Yu Zhiying 6d             | Yu Zhiying 6d             | N+R                       |               |               |                     |                     |                     |  |                 |                 |                 |                 |  |
|  | Yu Zhiying 6d             | Yu Zhiying 6d             | N+R                       |               | Yu Zhiying 6d | Yu Zhiying 6d       | B+R                 |                     |  | Finale 3º posto | Finale 3º posto | Finale 3º posto |                 |  |
|  |                           |                           |                           |               | Yu Zhiying 6d | Yu Zhiying 6d       | B+R                 |                     |  |                 |                 |                 |                 |  |
|  |                           |                           | Choi Jung 9d              |               |               |                     |                     |                     |  |                 |                 |                 |                 |  |
|  | Mukai Chiaki 5d           | Mukai Chiaki 5d           |                           |               |               | Fujisawa Rina 3d    | Fujisawa Rina 3d    |                     |  |                 |                 |                 |                 |  |
|  | Mukai Chiaki 5d           | Mukai Chiaki 5d           |                           |               |               |                     |                     |                     |  |                 |                 |                 |                 |  |
|  | Choi Jung 9d              | Choi Jung 9d              | B+R                       |               |               | Choi Jung 9d        | Choi Jung 9d        | B+R                 |  |                 |                 |                 |                 |  |